# فيليبور دوريتش
فيليبور دوريتش (بالبوسنوية: Velibor Đurić)‏ هو لاعب كرة قدم بوسني في مركز الدفاع، ولد في 5 مايو 1982 في Vlasenica ‏ في البوسنة والهرسك. شارك مع منتخب البوسنة والهرسك لكرة القدم. أما مع النوادي، فقد لعب مع زرينيسكي موستار ونادي أولمبيك سراييفو وويدزي لودز.

## وصلات خارجية
- فيليبور دوريتش على موقع قاعدة بيانات كرة القدم.إي يو (الإنجليزية)
- فيليبور دوريتش على موقع ناشيونال فوتبول تيمز (الإنجليزية)
- فيليبور دوريتش على موقع Soccerway.com (الإنجليزية)